# Dylan Batubinsika
Dylan Batubinsika, né le 15 février 1996 à Cergy-Pontoise en France, est un footballeur international congolais. Il joue au poste de défenseur central à l'AS Saint-Étienne.

## Biographie

### Jeunesse et formation
Il grandit en banlieue parisienne dans les Yvelines, à Chanteloup-les-Vignes.
Dylan Batubinsika joue dans les équipes jeunes du Paris Saint-Germain jusqu'en 2017. 

### Carrière professionnelle

#### Royal Antwerps (2017-2021)
Le 13 juillet 2017, il signe son premier contrat professionnel avec le Royal Antwerp FC, d'une durée courant jusqu'en 2022. Le 28 juillet 2017, il fait ses débuts en Division 1A contre le RSC Anderlecht, en jouant toute la rencontre (0-0).

#### Famalicão et prêt en Israël (2021-2023)
Prêté au Maccabi Haïfa pour la saison 2022-2023, il y découvre la Ligue des Champions. Il dispute avec le club israélien la phase de groupes. Titulaire lors de 5 des 6 rencontres de cette phase, il voit son équipe s'incliner à 4 reprises pour 1 victoire, face à la Juventus (victoire 2-0), et terminer dernière du groupe H où figurait le Paris Saint-Germain. En Israël, son club remporte le championnat national. 

#### AS Saint-Étienne (depuis 2023)
Son transfert à l'AS Saint-Étienne est officialisé le 21 juillet 2023, il s'y engage pour deux saisons, plus une année supplémentaire optionnelle. Il commence sa saison sous les ordres de Laurent Batlles en défense centrale avec Mickaël Nadé et Anthony Briançon et se montre à son avantage avec de bonnes performances qui lui valent d'être appelé en équipe nationale pour la CAN 2023. Son absence coïncide avec une période de difficultés pour les verts, entraînant le licenciement de Battles au profit d'Olivier Dall'Oglio. 
Devenu titulaire avec son compère Mickaël Nadé, Batubinsika accède à la Ligue 1 après une victoire en barrage contre le FC Metz. Il prolonge son contrat d'un an comme prévu pendant l'été. 
Batubinsika commence la saison suivante en Ligue 1 comme titulaire, formant la charnière centrale au côté de Yunis Abdelhamid à Monaco (défaite 1-0). Le 20 septembre 2024, Batubinsika marque un but contre son camp face à Nice (5e journée, défaite 8-0). Malgré la saison difficile que vit l'ASSE en championnat, luttant pour son maintien, il conserve sa place dans le onze titulaire. Il prend place sur le banc à partir de la 28e journée, Eirik Horneland privilégiant une charnière constitué de Nadé et Maxime Bernauer. Il conclut la saison avec 25 apparitions en Ligue 1, dont 22 titularisations, marquant un but lors du dernier match de la saison contre Toulouse. Au terme de celle-ci, le club stéphanois se classe 17e et est relégué en Ligue 2.   
L'été est agité pour Batubinsika qui est annoncé dans de nombreux club, et est poussé vers la sortie par l'ASSE, qui recrute définitivement Bernauer et aligne une grosse somme sur le jeune portugais Chico Lamba, également défenseur central. Il n'est cependant pas transféré à la reprise du championnat de Ligue 2, mais ne figure pas dans le groupe stéphanois pour les deux premiers matchs de la saison ligérienne,.   

### En sélection nationale

#### Avec la République démocratique du Congo
Le 27 décembre 2023, il est retenu dans la liste des vingt-quatre joueurs congolais sélectionnés par Sébastien Desabre pour disputer la Coupe d'Afrique des nations 2023.

## Statistiques
| Saison                | Club                  | Championnat           | Championnat | Championnat | Coupe nationale | Coupe nationale | Coupe de la Ligue | Coupe de la Ligue | Compétition(s) continentale(s) | Compétition(s) continentale(s) | Compétition(s) continentale(s) | Total | Total |
| Saison                | Club                  | Division              | M.          | B.          | M.              | B.              | M.                | B.                | Comp.                          | M.                             | B.                             | M.    | B.    |
| 2017-2018             | Royal Antwerp FC      | Division 1A           | 23+9        | 0           | 1               | 0               | -                 | -                 | -                              | -                              | -                              | 33    | 0     |
| 2018-2019             | Royal Antwerp FC      | Division 1A           | 10+1        | 0           | 1               | 0               | -                 | -                 | -                              | -                              | -                              | 12    | 0     |
| 2019-2020             | Royal Antwerp FC      | Division 1A           | 4           | 0           | 1               | 0               | -                 | -                 | C3                             | 4                              | 1                              | 9     | 1     |
| 2020-2021             | Royal Antwerp FC      | Division 1A           | 23+3        | 3+0         | 2               | 0               | -                 | -                 | C3                             | 3                              | 0                              | 31    | 3     |
| Sous-total            | Sous-total            | Sous-total            | 73          | 3           | 5               | 0               | -                 | -                 | -                              | 7                              | 1                              | 85    | 4     |
| 2021-2022             | FC Famalicão          | Liga Portugal         | 20          | 1           | 1               | 0               | 2                 | 0                 | -                              | -                              | -                              | 23    | 1     |
| 2022-2023             | FC Famalicão          | Liga Portugal         | 2           | 0           | -               | -               | -                 | -                 | -                              | -                              | -                              | 2     | 0     |
| Sous-total            | Sous-total            | Sous-total            | 22          | 1           | 1               | 0               | 2                 | 0                 | -                              | -                              | -                              | 25    | 1     |
| 2022-2023             | Maccabi Haïfa (prêt)  | Ligat HaAl            | 25          | 2           | 3               | 0               | -                 | -                 | C1                             | 5                              | 0                              | 33    | 2     |
| 2023-2024             | AS Saint-Étienne      | Ligue 2               | 29          | 1           | -               | -               | -                 | -                 | -                              | -                              | -                              | 29    | 1     |
| 2024-2025             | AS Saint-Étienne      | Ligue 1               | 25          | 1           | 1               | 0               | -                 | -                 | -                              | -                              | -                              | 26    | 1     |
| 2025-2026             | AS Saint-Etienne      | Ligue 2               | 0           | 0           | 0               | 0               | -                 | -                 | -                              | -                              | -                              | 0     | 0     |
| Sous-total            | Sous-total            | Sous-total            | 54          | 2           | 1               | 0               | -                 | -                 | -                              | -                              | -                              | 55    | 2     |
| Total sur la carrière | Total sur la carrière | Total sur la carrière | 174         | 8           | 10              | 0               | 2                 | 0                 | -                              | 12                             | 1                              | 198   | 9     |

## Palmarès
Maccabi Haïfa
- Champion d'Israël en 2023